# فيوري (لعبة فيديو)
فيوري (بالإنجليزية: Fury)‏ ، هي لعبة فيديو إلكترونية من نوع تقمص الأدوار كثيفة اللاعبين على الشبكة العنكبوتية، أنتجت سنة 2007م، وتعمل حصراً لنظام ويندوز.